# Henri Braconnot
Henri Braconnot (Commercy, 29 maggio 1780 – Nancy, 15 gennaio 1855) è stato un chimico e farmacista francese.

## Biografia
Henri Braconnot nacque a Commercy, figlio di un consigliere del parlamento locale.
Il padre morì nel 1787, quando Henri aveva soltanto 7 anni.

Egli ricevette la sua istruzione prima in una scuola elementare di Commercy poi da insegnanti privati.

All'età di 13 anni venne impiegato come apprendista in una farmacia a Nancy, in Lorena, dove imparò i principi di farmacologia, chimica e botanica.
A 15 anni lasciò Nancy per attendere al servizio militare in un ospedale di Strasburgo.

Nel 1801-1802, visse a Parigi dove frequentò varie scuole, tra le altre una scuola di medicina, e seguì le lezioni di Antoine-François de Fourcroy, Jean-Baptiste Lamarck e Geoffroy Saint-Hilaire. Sviluppò alcuni studi sulla composizione chimica di un corno fossile che sarebbero stati pubblicati in seguito (1806).

Dal 1802 fino alla sua morte, visse a Nancy, dove, nel 1807, venne nominato direttore del giardino botanico e membro dell'accademia scientifica della città. 

Egli lavorò fino alla sua morte come chimico, occupandosi principalmente di biochimica vegetale.
Effettuò molte ricerche sull'assimilazione e sulla composizione dei vegetali, sugli acidi organici e sui grassi.
In maniera minore, si occupò anche di mineralogia e di idrologia.
Nel 1823 venne eletto membro corrispondente dell'Académie des Sciences di Parigi.

Alla sua morte, avvenuta nel 1855, aveva pubblicato un totale di 112 lavori.

## Attività
Nell'ambito dello studio sui grassi, Braconnot scrisse nel 1815 che i grassi sono formati da una parte solida (definita sego puro) e da una parte oleosa (definita olio puro), e che la loro densità deriva dalla proporzione delle due parti (Sur la nature des corps gras, Ann. Chim. 1815, 93, 225-278).
Questa conclusione venne raggiunta a seguito di esperimenti in cui i grassi venivano compressi a freddo tra fogli di carta filtrante.

Inoltre, grazie ai processi di saponificazione e acidificazione, Braconnot riuscì a separare una frazione solida simile all'adipocera descritta da Fourcroy (1806).
Sfortunatamente, egli non si accorse delle proprietà acide di tale sostanza, proprietà che portarono Michel-Eugène Chevreul a scoprire nel 1820 l'acido stearico.

Poiché i risultati di Braconnot erano simili a quelli già raggiunti da Chevreul nel 1813, quest'ultimo scrisse una lettera al giornale "Annales de Chimie" reclamando la sua priorità nella scoperta e contestando l'originalità del lavoro di Braconnot (Lettre sur le mémoire de Braconnot, relatif aux graisses et à la saponification, Ann. Chim. 1815, 94, 73-79). 

Braconnot si rese conto che un'applicazione pratica del suo lavoro di laboratorio, poteva consistere nell'utilizzo del sego puro (simile alla stearina) estratto da bovini e ovini per produrre candele. Egli chiamò tale sostanza céromimène (cioè, "simile a cera"). 

Insieme a F. Simonin, un farmacista di Nancy, brevettò nel 1818 un processo di produzione di candele. Un processo perfezionato utilizzando acido stearico sarebbe stato brevettato da Chevreul sette anni più tardi.
Nell'ambito della biochimica vegetale, Braconnot contribuì all'isolamento e alla descrizione di molteplici composti, la maggioranza dei quali si rivelò, più tardi, essere costituita a sua volta da sostanze più semplici.

Tra gli altri, Braconnot scoprì gli acidi gallico e ellagico (1818) e l'acido pirogallico (pirogallolo) che consentirono, anni dopo, lo sviluppo della fotografia.

Nel 1811, inoltre, scoprì nei funghi la chitina, il primo polisaccaride conosciuto. Nel 1819 pubblicò un trattato in cui descrisse per la prima volta il procedimento per convertire legno, paglia e cotone in uno zucchero mediante un trattamento basato sull'acido solforico.
Dumas avrebbe proposto 24 anni più tardi il nome glucosio per uno zucchero ottenuto in modo analogo da amido, cellulosa o miele.
Mediante il medesimo processo Braconnot ottenne una "gelatina zuccherina" (chiamata poi glicocolla, e oggi nota come glicina) dalla gelatina e dalla leucina delle fibre muscolari. 

Inoltre, facendo reagire acido nitrico concentrato su legno o cotone, Braconnot ottenne un prodotto infiammabile, la xyloidina (un precursore del collodio), che poteva essere trasformato in una vernice vetrosa.
Questa sostanza può essere considerata come il primo polimero o materiale plastico creato da un chimico.